# Шитьково (деревня)
Шитьково — деревня в Волоколамском районе Московской области России, входит в состав сельского поселения Спасское. Население — 2 чел. (2010).

## География
Деревня Шитьково расположена на западе Московской области, в восточной части Волоколамского района, примерно в 9 км к юго-востоку от города Волоколамска. В деревне одна улица — Полевая.
Ближайшая железнодорожная станция — платформа Дубосеково Рижского направления Московской железной дороги — расположена в 5 км от деревни. Ближайшие населённые пункты — посёлок Шитьково, деревни Соснино и Власьево. В 2,5 км к востоку от деревни находится озеро Стекло.

## Население
| 1859 | 1890 | 1899 | 1926 | 2002 | 2006 | 2010 |
| ---- | ---- | ---- | ---- | ---- | ---- | ---- |
| 477  | ↘355 | ↘226 | ↗410 | ↘10  | →10  | ↘2   |

## История
В «Списке населённых мест» 1862 года — казённая деревня 1-го стана Рузского уезда Московской губернии на просёлочной дороге между Волоколамским и Воскресенским трактами, в 28 верстах от уездного города, при пруде, с 55 дворами и 477 жителями (237 мужчин, 240 женщин).
По данным на 1890 год — деревня Судниковской волости Рузского уезда с 355 душами населения.
В 1913 году — 84 двора.

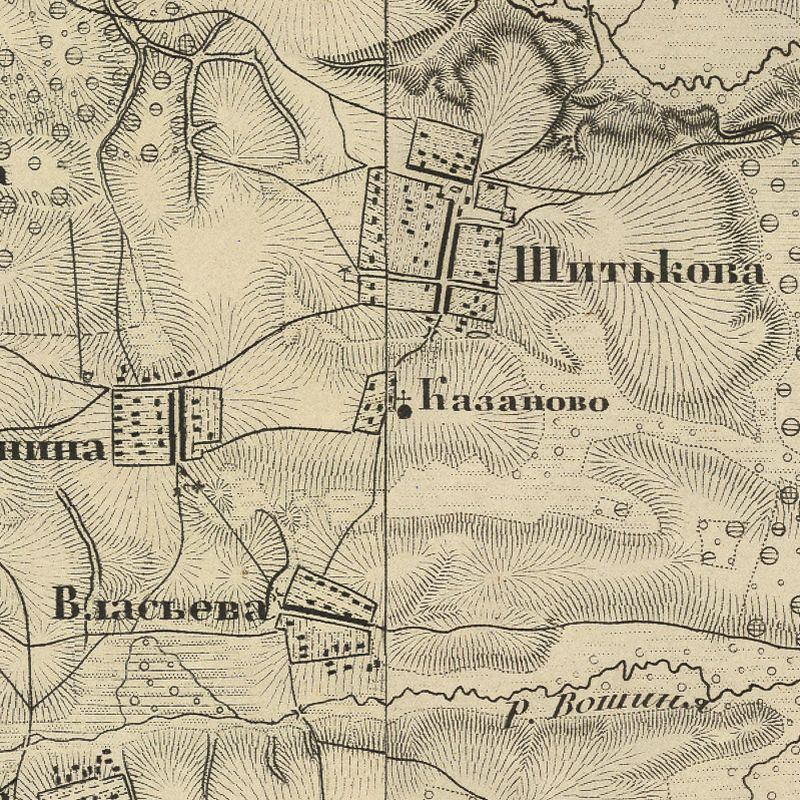
Деревня Шитьково и соседнее село Казаново на карте Московской губернии Ф. Ф. Шуберта, 1860 г.

По материалам Всесоюзной переписи населения 1926 года — центр Шитьковского сельсовета Судниковской волости Волоколамского уезда в 7 км от Волоколамского шоссе и 11 км от станции Волоколамск Балтийской железной дороги. Проживало 410 жителей (166 мужчин, 244 женщины), насчитывалось 82 крестьянских хозяйства.
С 1929 года — населённый пункт в составе Волоколамского района Московского округа Московской области. Постановлением ЦИК и СНК от 23 июля 1930 года округа как административно-территориальные единицы были ликвидированы.
1929—1939 гг. — центр Шитьковского сельсовета Волоколамского района.
1939—1951 гг. — центр Шитьковского сельсовета (до 17.07.1939) и деревня Данилковского сельсовета Осташёвского района.
1951—1957 гг. — деревня Таболовского сельсовета Осташёвского района.
1957—1963, 1965—1973 гг. — деревня Таболовского сельсовета Волоколамского района.
1963—1965 гг. — деревня Таболовского сельсовета Волоколамского укрупнённого сельского района.
1973—1994 гг. — деревня Судниковского сельсовета Волоколамского района.
В 1994 году Московской областной думой было утверждено положение о местном самоуправлении в Московской области, сельские советы как административно-территориальные единицы были преобразованы в сельские округа.
1994—2006 гг. — деревня Судниковского сельского округа Волоколамского района.
С 2006 года — деревня сельского поселения Спасское Волоколамского муниципального района Московской области.

## Достопримечательности

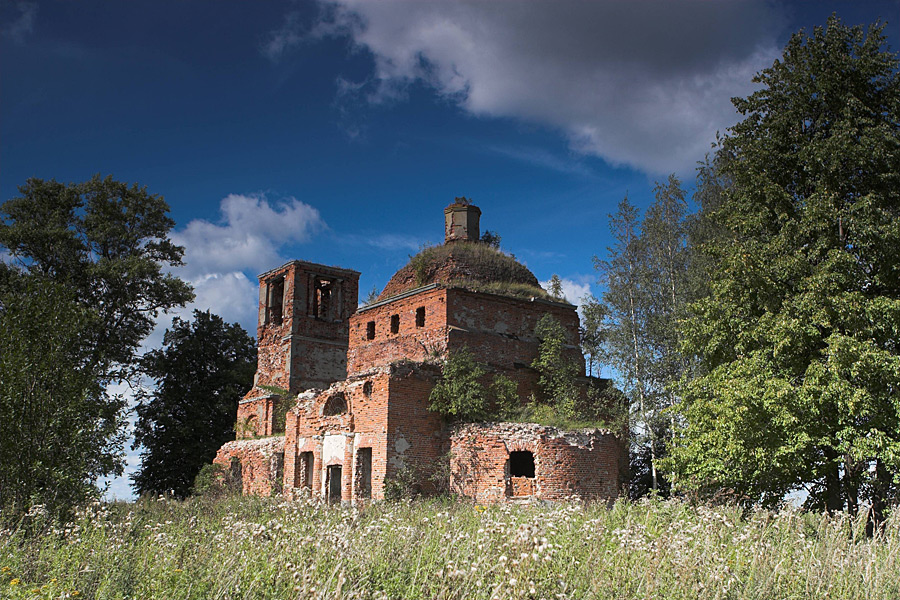
Богородицерождественская церковь в урочище Казаново

В 1 км к югу от деревни Шитьково расположена церковь Рождества Пресвятой Богородицы.
Церковь была построена в 1816—1824 годах в бывшем селе Казаново, принадлежавшем в конце XVI века боярину Степану Васильевичу Годунову, в духе провинциального классицизма. Имеет трапезную и колокольню.
В 1921—1931 гг. в этом храме служил насельник Троице-Сергиевой Лавры, будущий архимандрит Филадельф (Мишин). После закрытия храма в здании был расположен молокозавод.
В настоящее время здание церкви находится в аварийном состоянии, ведутся восстановительные работы. Церковь Рождества Пресвятой Богородицы имеет статус памятника архитектуры регионального значения.